# Tondiré
Tondiré est un village camerounais situé au sein de la commune de Baschéo, dans le département de la Bénoué. C'est l’un des 97 villages de la commune de Baschéo dont la création remonte à novembre 1993.

## Climat
À l’instar de sa commune, Tondiré bénéficie d'un climat tropical de type Soudanien à deux saisons, une saison sèche qui dure sept mois (Octobre - Avril) et une saison de pluie qui va de mai à septembre.

## Populations
Le Bureau Central des Recensements Et Des Etudes De Population (BUCREP) a estimé la population du village de Tondiré à près de 71 habitants, soit près de 0,27 % de la population de la commune. Cette population se caractérise par une population masculine (39 hommes) tendant à s’équilibrer avec la population féminine du village (32 femmes).